# Coleura seychellensis
Coleeyura schellensis (Сейшельський мішкокрил[джерело?]) — один з видів мішкокрилих кажанів родини Emballonuridae, перебуває на межі зникнення. 

## Поширення
Країни поширення: Сейшельські о-ви. Цей вид був записаний у прибережних печерах зі стабільно прохолодною температурою і доступом до рідного пальмового лісу або болотного місця проживання.

## Загрози та охорона
Вид чутливий до порушень печер.